# Bryum heterophyllum
Bryum heterophyllum là một loài rêu trong họ Bryaceae. Loài này được Hook. mô tả khoa học đầu tiên năm 1808.